# دانييلا غوتس
دانييلا غوتس (بالألمانية: Daniela Götz)‏ (و. 1987  م) هي سبّاحة ألمانية، ولدت في نورنبرغ، شاركت في الألعاب الأولمبية الصيفية 2008، والألعاب الأولمبية الصيفية 2004، والسباحة في الألعاب الأولمبية الصيفية 2004 – سيدات 4 × 100 متر مزيج تناوب ‏.

## روابط خارجية
- دانييلا غوتس على موقع الاتحاد الدولي للسباحة (الإنجليزية)
- دانييلا غوتس على موقع SwimRankings.net (الإنجليزية)
- دانييلا غوتس على موقع أوليمبيديا (الإنجليزية)